# Michał Wiśniowiecki (1529–1584)
Michał Wiśniowiecki (ur. w 1529, zm. 15 października 1584) – kasztelan bracławski i kijowski od 1580, starosta niegrodowy czerkaski od 1559 roku, starosta kaniowski i łojowski, starosta lubecki od 1583 roku.
Przedstawiciel kniaziowskiego i magnackiego rodu Wiśniowieckich. Syn Aleksandra Wiśniowieckiego starosty rzeczyckiego i Katarzyny Skorucianki, wnuk Michała Zbaraskiego Wiśniowieckiego. Pradziad króla Polski Michała Korybuta Wiśniowieckiego.
Ożenił się z Halszką Zenowiczówną, był wyznawcą prawosławia.
Pochowany w Ławrze Pieczerskiej jako kasztelan kijowski i fundator trzech prawosławnych monastyrów.

## Potomstwo
- Aleksander Wiśniowiecki (ok. 1560–1594) – najstarszy syn, starosta czerkaski, kaniowski, korsuński, lubecki i łojowski
- Michał Wiśniowiecki (zm. 1616) – ojciec Jeremiego Wiśniowieckiego, dziadek króla Polski Michała Korybuta Wiśniowieckiego
- Jerzy Wiśniowiecki zm. 1619 r., kasztelan kijowski w 1609 r.[7], budowniczy zamku w Białym Kamieniu
- Maryna Wiśniowiecka
- Zofia Wiśniowiecka (1595, zm. po 1612)[5]